# Погана суддя
«Погана суддя» (англ. Bad Judge) — американський судовий комедійний телесеріал, спільно створений Чадом Культгеном й Енною Гейч. Калтген і Гейч також є виконавчими продюсерами, разом з Віллом Фереллом, Кейт Волш, Адамом Мак-Кеєм, Крісом Генчі, Бетсі Томас та Джилл Собел Мессик для Universal Television. Серіал дебютував на каналі NBC у телевізійному сезоні 2014—2015. Прем'єра відбулася 2 жовтня 2014 року.

## Сюжет
Серіал розказує про особисте життя Ребекки Райт, безтурботної судді, яка працює в окружному суді одного із округів Лос-Анджелесу, а вільний час витрачає на вечірки й інші безросудні вчинки. Але стати розсудливою її змушує Роббі Шумейкер, восьмирічний хлопчик, батьків якого Ребекка запроторила за ґрати. Він може стати тим, хто змінить життя Ребекки.

## У ролях
- Кейт Волш — Ребекка Райт
- Раян Генсен — Гарі Бойд[4]
- Джон Дюсі — Том Барлов
- Тоун Белл — Тедворд
- Мігель Сандовал — суддя Ернандес

## Критика
«Погана суддя» отримав переважно негативні відгуки від телевізійних критиків. На сайті-агрегаторі рецензій Metacritic серіал має оцінку 38 балів з 100 на основі 22 «в цілому незадовільних» відгуків. На іншому сайті-агрегаторі Rotten Tomatoes серіал має 18 % «свіжих» (позитивних) відгуків, а його середній рейтинг становить 4,5 балів з 10 на основі 39 рецензій. В загальному відгуку сайту говориться: «Комедія має мінімум дотепності, „Погана суддя“ сидить на лаві з несвіжими жартами та непереконаною грою головної акторки».

## Список епізодів
| № | Назва                                          | Режисер        | Сценарист                                                    | Дата показу у США | Глядачі США (у міліонах) |
| - | ---------------------------------------------- | -------------- | ------------------------------------------------------------ | ----------------- | ------------------------ |
| 1 | «Пілот» «Pilot»                                | Ендрю Флемінг  | Історія: Чад Культген і Енн Гейч Телеадаптація: Чад Культген | 2 жовтня 2014     | 5.84                     |
| 2 | «Метеоритний дощ» «Meteor Shower»              | Джейк Зіманскі | Джеймі Роунгеймер                                            | 9 жовтня 2014     | 5.24                     |
| 3 | «Одна хоробра офіціантка» «One Brave Waitress» | Невідомо       | Невідомо                                                     | 16 жовтня 2014    | Н/Д                      |
| 4 | «Ніж в перестрілці» «Knife to a Gunfight»      | Невідомо       | Невідомо                                                     | 23 жовтня 2014    | Н/Д                      |
| 5 | «Суддя та присяжні» «Judge and Jury»           | Невідомо       | Невідомо                                                     | 30 жовтня 2014    | Н/Д                      |